# Denúncias do Ministério Público Federal na Operação Lava Jato
As Denúncias do Ministério Público Federal na Operação Lava Jato iniciaram-se em abril de 2014, quando a Polícia Federal do Brasil deflagrou a operação.
Em 21 de abril o Ministério Público Federal (MPF) denunciou o ex-diretor da Petrobras Paulo Roberto Costa e outras quatro pessoas por embaraçarem a investigação de crimes praticados e por organização criminosa.
Em 11 de dezembro, o MPF ofereceu denúncia contra 36 investigados na sétima fase da Operação Lava Jato, deflagrada pela Polícia Federal para investigar lavagem de dinheiro e evasão de divisas e que resultou na descoberta de um esquema de desvio de dinheiro e superfaturamento de obras da Petrobras.
Em 15 de dezembro de 2014, o MPF apresentou à Justiça Federal em Curitiba, no Paraná, denúncias contra quatro suspeitos de participação no esquema de corrupção investigado pela Lava Jato.
| Nome                           | Cargo                           | Empresa/Partido | Acusação                                                             |
| ------------------------------ | ------------------------------- | --------------- | -------------------------------------------------------------------- |
| Alberto Youssef                | Doleiro                         | —               | corrupção contra o sistema financeiro nacional e lavagem de dinheiro |
| Fernando 'Baiano' Soares       | Lobista                         | —               | corrupção contra o sistema financeiro nacional e lavagem de dinheiro |
| Julio Gerin de Almeida Camargo | Executivo                       | Toyo Setal      | corrupção contra o sistema financeiro nacional e lavagem de dinheiro |
| Nestor Cerveró                 | Executivo da área Internacional | Petrobras       | corrupção contra o sistema financeiro nacional e lavagem de dinheiro |

## Executivos de empresas

### OAS
Em 11 de dezembro de 2014, o MPF denunciou José Aldemário Pinheiro Filho, “Léo pinheiro”, Agenor Franklin Magalhães Medeiros, Mateus Coutinho de Sá Oliveira, José Ricardo Nogueira Breghirolli, Fernando Augusto Stremel Andrade e João Alberto Lazzari por lavagem de dinheiro, corrupção e formação de organização criminosa, pelos crimes ocorridos entre 2004 a 2014.  Denunciaram-se ainda o doleiro Alberto Youssef, o ex-diretor da Petrobras, Paulo Roberto Costa e outros.

### Galvão Engenharia
Em 11 de dezembro de 2014, o MPF denunciou os executivos da Galvão Engenharia, Dario de Queiroz Galvão Filho e Eduardo de Queiroz Galvão pelos crimes de lavagem de dinheiro, corrupção e formação de organização criminosa, ocorridos entre 2004 a 2014.  Também denunciou Youssef, Paulo Roberto Costa entre outros.

### Engevix
Em 11 de dezembro de 2014, o MPF denunciou Alberto Youssef, Paulo Roberto Costa, Waldomiro de Oliveira, Carlos Alberto Pereira da Costa, Enivaldo Quadrado, o vice-presidente da empreiteira Engevix, Gerson Almada, Carlos Eduardo Strauch Albero, Newton Prado Junior e Luiz roberto Pereira pelos crimes de lavagem de dinheiro, corrupção e formação de organização criminosa que ocorreram entre 2004 a 2014.

### Camargo Correa e UTC
Em 11 de dezembro de 2014, o MPF apresentou denúncia contra Youssef, Paulo Roberto Costa, Waldomiro de Oliveira, Dalton dos Santos Avancini, João Ricardo Auler, Eduardo Hermelito Leite, Marcio Andrade Bonilho, Ricardo Pessoa, Jayme Alves de Oliveira Filho e Adarico Negromonte Filho por lavagem de dinheiro, corrupção e formação de organização criminosa, ocorridos entre 2004 a 2014.

### Odebrecht e Andrade Gutierrez
Em 24 de julho de 2015, o MPF denunciou executivos das duas maiores empreiteiras do país, Odebrecht e Andrade Gutierrez. No total, foram denunciadas 22 pessoas.
| Nome                                   | Cargo                                                           |
| -------------------------------------- | --------------------------------------------------------------- |
| Alberto Youssef                        | Doleiro                                                         |
| Alexandrino de Salles Ramos de Alencar | Ex-diretor da Odebrecht                                         |
| Bernardo Schiller Freiburghaus         | Suspeito de lavar dinheiro de propina da Odebrecht              |
| Celso Araripe d’Oliveira               | Funcionário da Petrobras                                        |
| Cesar Ramos Rocha                      | Ex-diretor da Odebrecht                                         |
| Eduardo de Oliveira Freitas Filho      | Sócio-gerente da empreiteira Freitas Filho Construções Limitada |
| Marcelo Bahia Odebrecht                | Presidente da Odebrecht                                         |
| Márcio Faria da Silva                  | Ex-diretor da Odebrecht                                         |
| Paulo Roberto Costa                    | Ex-diretor de Abastecimento da Petrobras                        |
| Paulo Sérgio Boghossian                | Ex-diretor da Odebrecht                                         |
| Pedro José Barusco Filho               | Ex-gerente de Serviços da Petrobras                             |
| Renato de Souza Duque                  | Ex-executivo da área de Serviços da Petrobras                   |
| Rogério Santos de Araújo               | Ex-diretor da Odebrecht                                         |

| Nome                                 | Cargo                                            |
| ------------------------------------ | ------------------------------------------------ |
| Alberto Youssef                      | Doleiro                                          |
| Antônio Pedro Campello de Souza Dias | Ex-diretor da Andrade Gutierrez                  |
| Armando Furlan Júnior                | Sócio de Fernando Soares                         |
| Elton Negrão de Azevedo Júnior       | Diretor-executivo da Andrade Gutierrez           |
| Fernando Falcão Soares               | Lobista conhecido como Fernando Baiano           |
| Flávio Gomes Machado Filho           | Filho de Mário Góes e suspeito de operar propina |
| Lucélio Roberto von Lechten Góes     | Lobista suspeito de atuar para a Odebrecht       |
| Mario Frederico Mendonça Góes        | Lobista suspeito de atuar para a Odebrecht       |
| Otávio Marques de Azevedo            | Presidente da Andrade Gutierrez                  |
| Paulo Roberto Costa                  | Ex-diretor de Abastecimento da Petrobras         |
| Pedro José Barusco Filho             | Ex-gerente de Serviços da Petrobras              |
| Renato de Souza Duque                | Ex-diretor de Serviços da Petrobras              |
| Rogério Santos de Araújo             | Ex-diretor da Odebrecht                          |

### Petrobras

#### Área Internacional
Em 14 de dezembro de 2014, o MPF ofereceu denúncia contra Alberto Youssef, Nestor Cerveró, Júlio Camargo e Fernando Soares pelos crimes de lavagem de dinheiro, corrupção e evasão de divisas. Os crimes ocorreram entre 2006 a 2012. Júlio Camargo foi denunciado por pagamento de propina de aproximadamente US$ 40 milhões para Cerveró, a fim de conseguir a contratação de dois navios sonda pela Petrobras, para perfuração em áreas profundas no México e na África, em favor da Samsung Heavy Industries Co, construtora dos navios. Os contratos firmados, somados, atingiram pelo menos US$ 1,2 bilhão.
Em 23 de dezembro de 2014, o MPF denunciou novamente Fernando Soares, Nestor Cerveró por formação de quadrilha e Oscar Algorta por lavagem de dinheiro.
De acordo com a denúncia, a lavagem de dinheiro ocorreu pela compra de uma cobertura de luxo na cidade do Rio de Janeiro, em nome da offshore uruguaia Jolmey, que tinha Oscar Algorta como presidente do Conselho de Administração, para ocultar a real propriedade atribuída a Cerveró. A transação foi feita com valores ilícitos recebidos com o pagamento de propina. Fernando Soares é apontado como operador financeiro do esquema, que se associou a Cerveró em práticas criminosas. Foi pedido pagamento de reparação dos danos causados no valor de R$ 7,5 milhões.
Em agosto de 2015, o MPF apresentou denúncia contra contra os lobistas Hamylton Pinheiro Padilha Junior, Raul Schmidt Felippe Junior, João Augusto Rezende Henriques, o executivo Hsin Chi Su, e o ex-gerente da estatal Eduardo Vaz da Costa Musa. De acordo com o MPF, Hsin Chi Su e Hamylton Padilha repassaram US$ 31 milhões em propina para Jorge Zelada, Eduardo Musa e para o PMDB. Segundo a denúncia, o partido era o responsável pela indicação de Zelada para o cargo, e beneficiário do dinheiro ilegal do esquema.
- Jorge Luiz Zelada - corrupção passiva, lavagem de dinheiro, evasão de divisas.[6]
- Hamylton Pinheiro Padilha - corrupção ativa, lavagem de dinheiro.[6]
- Raul Schmidt Felippe Junior - corrupção passiva, lavagem de dinheiro.[6]
- João Augusto Rezende Henriques - corrupção passiva, lavagem de dinheiro.[6]
- Hsin Chi Su (Nobu Su) - corrupção ativa, lavagem de dinheiro.[6]
- Eduardo Vaz da Costa Musa - corrupção passiva.[6]

#### Diretoria de Serviços
Em 16 de março de 2015, o MPF ofereceu nova denúncia contra 27 pessoas pelos crimes de corrupção, lavagem de dinheiro e formação de quadrilha. Dos denunciados, cinco foram presos a pedido do MPF. O ex-diretor de engenharia e serviços da Petrobras, Renato Duque, o empresário Adir Assad, Sonia Mariza Branco, Dário Teixeira Alves Junior e Lucélio Goés. Esta é a primeira denúncia que envolve a Diretoria de Serviços da Petrobras.
Em 4 de setembro de 2015, o MPF apresentou uma nova denúncia contra membros da diretoria de serviços. Foram denunciados:
- Camila Ramos, filha de José Dirceu, acusada de lavagem de dinheiro.[8]
- Cristiano Kok, presidente de Engevix Engenharia, acusado de organização criminosa, corrupção ativa e lavagem de dinheiro.[8]
- Daniela Leopoldo e Silva Facchini, arquiteta que reformou imóvel para José Dirceu, acusada de lavagem de dinheiro.[8]
- Fernando Antonio Guimarães Horneaux de Moura, lobista suspeito de representar José Dirceu na Petrobras, acusado de organização criminosa, corrupção passiva e lavagem de dinheiro.[8]
- Gerson de Mello Almada, ex-vice-presidente da Engevix, acusado de corrupção ativa e lavagem de dinheiro.[8]
- João Vaccari Neto, ex-tesoureiro do PT, acusado de corrupção passiva qualificada.[8]
- José Adolfo Pascowitch, operador do esquema, acusado de organização criminosa, corrupção ativa e lavagem de dinheiro,
- José Antunes Sobrinho, executivo da Engevix Engenharia, acusado de corrupção ativa e lavagem de dinheiro.[8]
- José Dirceu de Oliveira e Silva, ex-ministro da Casa Civil, acusado de organização criminosa, corrupção passiva qualificada e lavagem de dinheiro.[8]
- Júlio César dos Santos, ex-sócio minoritário da JD Consultoria, acusado de organização criminosa e lavagem de dinheiro.
- Júlio Gerin Camargo, lobista e delator da Lava Jato, acusado de lavagem de dinheiro.[8]
- Luiz Eduardo de Oliveira e Silva, irmão e sócio de José Dirceu na JD Consultoria, acusado de organização criminosa e lavagem de dinheiro.
- Milton Pascowitch, operador e delator da Lava Jato, acusado de organização criminosa, corrupção ativa e lavagem de dinheiro.[8]
- Olavo Horneaux de Moura Filho, operador, acusado de organização criminosa e lavagem de dinheiro.[8]
- Pedro José Barusco Filho, ex-gerente da Petrobras, acusado de corrupção passiva qualificada e lavagem de dinheiro.[8]
- Renato de Souza Duque, ex-diretor da Petrobras, acusado de corrupção passiva qualificada e lavagem de dinheiro.[8]
- Roberto Marques, ex-assessor de José Dirceu, acusado de organização criminosa e lavagem de dinheiro.[8]

Em 15 de janeiro de 2016, o MPF denunciou novamente Renato Duque pelos crimes de evasão de divisas e lavagem de dinheiro. O MPF ainda pediu a devolução à estatal de R$ 80 milhões em valores bloqueados do ex-diretor e em dinheiro em espécie e bens apreendidos com ele.

### Eletronuclear
De acordo com as investigações, o esquema criminoso contra a Petrobras expandiu-se e, adotando o mesmo modus operandi, atuou nas licitações da Eletronuclear. Houve formação de cartel, principalmente nas licitações de serviços de montagem da usina Angra 3. As empreiteiras Andrade Gutierrez e Engevix, contratadas pela Eletronuclear, serviram-se de empresas de fachada para repassar propinas para o vice-almirante reformado Othon Luiz Pinheiro da Silva.
Denunciados e crimes:
- Othon Luiz Pinheiro da Silva: corrupção passiva, lavagem de dinheiro, embaraço à investigação de organização criminosa, evasão de divisas, organização criminosa.[11]
- Ana Cristina da Silva Toniolo: lavagem de dinheiro, embaraço à investigação de organização criminosa, evasão de divisas, organização criminosa.[11]
- Rogério Nora: corrupção ativa, lavagem de dinheiro, organização criminosa.[11]
- Clóvis Renato: corrupção ativa, lavagem de dinheiro, organização criminosa.[11]
- Olavinho Ferreira Mendes: corrupção ativa, lavagem de dinheiro, organização criminosa[11]
- Flávio David Barra: corrupção ativa, lavagem de dinheiro, organização criminosa.[11]
- Gustavo Botelho: corrupção ativa, lavagem de dinheiro, organização criminosa.[11]
- Carlos Gallo: lavagem de dinheiro, embaraço à investigação de organização criminosa, organização criminosa.[11]
- Josué Nobre: lavagem de dinheiro, organização criminosa.[11]
- Geraldo Arruda: lavagem de dinheiro.[11]
- José Antunes Sobrinho: corrupção ativa, lavagem de dinheiro, organização criminosa.[11]
- Gerson Almada: corrupção ativa, lavagem de dinheiro, organização criminosa.[11]
- Cristiano Kok: corrupção ativa, lavagem de dinheiro, organização criminosa.[11]
- Victor Colavitti: lavagem de dinheiro, organização criminosa.[11]
- Otávio Marques de Azevedo: corrupção ativa, lavagem de dinheiro, organização criminosa.[11]

### SBM Offshore
Em 17 de dezembro de 2015, o MPF/RJ apresentou denúncia à 3ª Vara Federal Criminal do Rio contra 12 pessoas por crimes relacionados a contratos entre a Petrobras e a empresa holandesa SBM Offshore, que envolviam o afretamento de navios-plataforma, conhecidos como FPSO (Floating Production Storage and Offloading).  Entre os denunciados, estão Pedro José Barusco Filho (ex-gerente-executivo de Engenharia), Paulo Roberto Buarque Carneiro (membro de Comissão de Licitação de diversos FPSOs), Jorge Luiz Zelada (ex-Diretor Internacional) e Renato Duque (ex-Diretor de Serviços), os ex-agentes de vendas da SBM no Brasil Julio Faerman e Luis Eduardo Campos Barbosa da Silva, além dos executivos da SBM Robert Zubiate, Didier Keller e Tony Mace.

### Petroquisa
Em 27 de abril de 2018, o MPF no Paraná denunciou quatro ex-gerentes ligados à Petrobras e Petroquisa referente à investigação da 46º fase da Operação Lava Jato. As investigações apontaram pagamentos de propina que se estenderam até o ano de 2014 e superaram o montante de 32 milhões de reais. Essas vantagens indevidas pagas são contratos firmados pela construtora Odebrecht, ainda em 2010, para realização de obras do Complexo Petroquímico Suape, em Pernambuco. Executivos da empreiteira também foram denunciados na mesma ação penal.

### Alusa
Em junho de 2018, o MPF denunciou seis pessoas por propinas de mais de nove milhões de reais na construção de casa de força na Refinaria Abreu e Lima. Um dos denunciados foi Sérgio Bocatelli, preso na 51. fase da operação, investigado como operador dos desvios nos contratos da estatal. De acordo com a denúncia, executivos da Alusa pagaram propina para o ex-diretor da Petrobras Pedro Barusco e ao ex-gerente Glauco Colepicolo.

## Agentes políticos
Em 14 de maio de 2015, o MPF denunciou treze pessoas pelos crimes de corrupção, lavagem de dinheiro e peculato. Entre os acusados estão os ex-deputados André Vargas, Luís Argôlo, Pedro Corrêa e sua filha, Aline Corrêa.  Foi a primeira denúncia da força-tarefa envolvendo agentes políticos.
Em 27 de abril de 2015, o MPF denunciou João Vaccari Neto, Renato de Souza Duque e Augusto Ribeiro de Mendonça Neto pelos crimes de lavagem de dinheiro de crimes de fraude à licitação, cartel, em detrimento da Petrobras, por 24 vezes, no total de 2,4 milhões de reais, correspondentes a parte das propinas pagas, entre abril de 2010 e dezembro de 2013. De acordo com a denúncia, parte da propina paga a Duque, então diretor de Serviços da Petrobras, foi direcionada por empresas do grupo Setal Óleo e Gás, controlado por Augusto Mendonça, para a Gráfica Atitude, a pedido de Vaccari, então tesoureiro do Partido dos Trabalhadores. Os repasses aconteceram através de 2 contratos de fachada firmados por empresas do Grupo Setal com a Gráfica Atitude, em 1º de abril de 2010 e 1º de julho de 2013. A gráfica nunca prestou serviços reais às empresas do grupo Setal, emitindo notas frias para justificar os pagamentos.  O MPF pediu a condenação dos réus à restituição de 2,4 milhões de reais, e o pagamento a título de indenização de mais 4,8 milhões de reais.
O MPF apresentou em 23 de junho de 2015 nova denúncia contra André Vargas, a esposa, Eidilaine Soares, e o irmão dele, Leon Vargas, à Justiça Federal, por lavagem de dinheiro desviado da Petrobras.

### Delcídio do Amaral e André Esteves
A Procuradoria Geral da República (PGR) denunciou em 7 de dezembro de 2015 o senador Delcídio do Amaral e contra o empresário André Esteves, do banco BTG Pactual, presos em novembro sob suspeita de interferir e atrapalhar as investigações da Operação Lava Jato. A denúncia ainda inclui o chefe de gabinete de Delcídio, Diogo Ferreira, e o advogado que trabalhava para Nestor Cerveró, Edson Ribeiro. Os quatro são acusados pelo crime de impedir e embaraçar a investigação de infrações penais que envolvem organização criminosa com pena de três a oito anos e patrocínio infiel com pena de seis meses a três anos, que é quando o advogado trai o interesse de seu cliente. Delcídio, Diogo Ferreira e Edson Ribeiro também são acusados de exploração de prestígio, com penas de um a cinco anos.

### Pecuarista José Carlos Bumlai
No dia 14 de dezembro de 2015 o MPF denunciou o pecuarista José Carlos Bumlai e mais dez pessoas por crimes de lavagem de dinheiro, gestão fraudulenta, corrupção ativa e passiva. Os procuradores também pediram reparação por danos causados à Petrobras de 53,5 milhões de reais. A denúncia trata dum esquema de corrupção para escolha da Schahin Engenharia, em 2009, para o contrato de operação do navio-sonda Vitória 10 000 pela área internacional da estatal.

### Deputado Federal Vander Loubet
Em 18 de dezembro de 2015, a Procuradoria Geral da República denunciou ao STF o deputado federal do Partido dos Trabalhadores Vander Loubet e outras 4 pessoas.  Os demais denunciados foram Paulo Leoni Ramos, Ademar Chagas da Cruz, Fabiane Karina Miranda Avanci e Roseli da Cruz Loubet.  Todos os denunciados são acusados dos crimes de organização criminosa, em esquema ligado ao senador Fernando Collor de Mello (PTB-AL) junto à BR Distribuidora. As investigações encontraram indícios de corrupção passiva no valor de 1 028 866,00 de reais, entre 2012 e 2014.
Em janeiro de 2016, o Procurador-Geral da República, Rodrigo Janot, pediu ao STF a cassação do mandato do deputado Loubet em razão do recebimento de propina de mais um milhão de reais, configurando crimes de peculato, corrupção ativa e passiva e de lavagem de dinheiro no âmbito da BR Distribuidora.

### Deputados do Partido Progressista
Em 30 de março de 2016, a Procuradoria Geral da República denunciou sete deputados do Partido Progressista pelos crimes de corrupção passiva e ocultação de bens. Denunciaram-se João Pizzolatti (PP-SC), o ex-deputado federal e ex-ministro Mário Negromonte (PP-BA) e os atuais deputados federais Luiz Fernando Ramos Faria (PP-MG), José Otávio Germano (PP-RS), Roberto Pereira de Britto (PP-BA) e Arthur Lira (PP-AL). Além desses crimes, a PGR também atribui ao deputado federal Mário Negromonte Júnior a acusação de organização criminosa e embaraço a investigação. A acusação está em segredo de justiça.

### José Dirceu, João Vaccari Neto e outros
Em 7 de abril de 2016, o MPF denunciou doze réus da ação penal da Operação Pixuleco. No documento, o MPF pede condenação com uma análise ampla das investigações.
Denunciados e crimes:
- Cristiano Kok: organização criminosa, corrupção ativa e lavagem de dinheiro.
- Fernando Antonio Guimarães Horneaux de Moura: organização criminosa, corrupção passiva e lavagem de dinheiro.
- Gerson de Mello Almada: corrupção ativa e lavagem de dinheiro.
- João Vaccari Neto: corrupção passiva.
- José Adolfo Pascowitch: organização criminosa, corrupção ativa, lavagem de dinheiro e fraude processual.
- José Antunes Sobrinho: organização criminosa, corrupção ativa e lavagem de dinheiro.
- José Dirceu de Oliveira e Silva: organização criminosa, corrupção passiva e lavagem de dinheiro.
- Júlio César dos Santos: organização criminosa e lavagem de dinheiro.
- Júlio Gerin Camargo: lavagem de dinheiro.
- Luiz Eduardo de Oliveira e Silva: organização criminosa, lavagem de dinheiro e fraude processual.
- Milton Pascowitch: organização criminosa, corrupção ativa, lavagem de dinheiro e fraude processual.
- Olavo Horneaux de Moura Filho: organização criminosa e lavagem de dinheiro.
- Pedro José Barusco Filho: corrupção passiva e lavagem de dinheiro.
- Renato de Souza Duque: corrupção passiva e lavagem de dinheiro.
- Roberto Marques: organização criminosa e lavagem de dinheiro.

### Marcelo Odebrecht, João Santana e outros
Em 28 de abril de 2016, o MPF apresentou denúncia relacionada às fases 23 e 26 da operação.
Denunciados e crimes:
- Zwi Skornicki: operador: organização criminosa, corrupção ativa, lavagem de dinheiro.[27]
- João Santana: marqueteiro: corrupção passiva, lavagem de dinheiro.[27]
- Monica Moura: mulher de Santana: corrupção passiva, lavagem de dinheiro.[27]
- João Ferraz: ex-diretor da Sete Brasil: organização criminosa, corrupção passiva.[27]
- Pedro Barusco: ex-gerente da Petrobras: corrupção passiva, lavagem de dinheiro.[27]
- Renato Duque: ex-diretor da Petrobras: corrupção passiva.[27]
- João Vaccari Neto: ex-tesoureiro do PT: corrupção passiva, lavagem de dinheiro.[27]
- Eduardo Musa: ex-gerente da Petrobras: organização criminosa, corrupção passiva.

### Gim Argello, Delúbio Soares e outros
Em 6 de maio de 2016, o MPF denunciou o ex-senador Gim Argello, o empresário Ronan Maria Pinto, o ex-tesoureiro do Partido dos Trabalhadores Delúbio Soares, Marcelo Odebrecht, Léo Pinheiro, entre outros por envolvimento em crimes investigados pela Operação Lava Jato.

#### Primeira denúncia
- Jorge Afonso Argello (Gim Argello) - ex-senador pelo PTB - corrupção passiva, concussão, lavagem de capitais, organização criminosa e obstrução à investigação.[28]
- Jorge Afonso Argello Junior (filho do Gim Argello) - corrupção passiva e lavagem de capitais.[28]
- Paulo César Roxo Ramos - corrupção passiva, concussão, lavagem de capitais e obstrução à investigação.[28]
- Valério Neves Campos - corrupção passiva, concussão, lavagem de capitais e obstrução à investigação.[28]
- José Aldemário Pinheiro Filho - corrupção ativa, corrupção passiva, lavagem de capitais e obstrução à investigação.[28]
- Roberto Zardi Ferreira - corrupção ativa, lavagem de capitais e obstrução à investigação.[28]
- Dilson de Cerqueira Paiva Filho - corrupção ativa, lavagem de capitais e obstrução à investigação.[28]
- Ricardo Ribeiro Pessoa - corrupção ativa, lavagem de capitais e obstrução à investigação.[28]
- Walmir Pinheiro Santana - corrupção ativa, lavagem de capitais e obstrução à investigação.[28]
- Marcelo Bahia Odebrecht - corrupção ativa, lavagem de capitais e obstrução à investigação.[28]
- Claudio Melo Filho - corrupção ativa, lavagem de capitais e obstrução à investigação.[28]

#### Segunda denúncia
- Ronan Maria Pinto - empresário dono do jornal Diário do Grande ABC.[28]
- Sandro Tordin - ex-presidente do Banco Schahin.[28]
- Marcos Valério Fernandes de Souza - publicitário que cumpre pena na Ação Penal 470, conhecida como mensalão.[28]
- Enivaldo Quadrado - empresário condenado na Ação Penal 470, conhecida como mensalão.[28]
- Luiz Carlos Casante - empresário.[28]
- Breno Altmann - jornalista ligado ao PT.[28]
- Natalino Bertin - empresário.[28]
- Oswaldo Rodrigues Vieira Filho - empresário dono da Remar.[28]
- Delúbio Soares de Castro - ex-tesoureiro do PT.[28]

### Gleisi Hoffmann e Paulo Bernardo
Em maio de 2016, o procurador-geral da República, Rodrigo Janot, denunciou ao STF em um dos processos da Lava Jato a senadora Gleisi Hoffmann (PT-PR), o marido dela, o ex-ministro do Planejamento e das Comunicações Paulo Bernardo, e o empresário Ernesto Kugler, supostamente ligado ao casal, acusados de corrupção passiva e lavagem de dinheiro por suposto recebimento de valores indevidos desviados da Petrobras para a campanha de Gleisi ao Senado em 2010.

### Aníbal Gomes e Luís Carlos Batista Sá
Em 16 de junho de 2016, o PGR, Rodrigo Janot, denunciou o deputado federal Aníbal Gomes (PMDB-CE) pelos crimes de corrupção e lavagem de dinheiro. Segundo a denúncia, constatou-se a atuação de Aníbal Gomes com promessa de pagamento indevido no valor de 800 mil reais ao então diretor de Abastecimento da Petrobras Paulo Roberto Costa, para permitir e facilitar a celebração de acordo entre a Petrobras e empresas de praticagem atuantes na Zona de Portuária 16, diz a nota publicada pela PGR. Foi denunciado também Luís Carlos Batista Sá. De acordo com a PGR ele é acusado de receber a vantagem indevida destinada a Aníbal Gomes e atuar como figura central para a lavagem de dinheiro proveniente do acordo celebrado em decorrência dos atos de corrupção, em benefício próprio e do parlamentar, diz a denúncia.

### Deputado Federal Eduardo da Fonte
Em junho 22 de junho de 2016, o PGR, Rodrigo Janot, denunciou o deputado federal Eduardo da Fonte pelo crime de corrupção passiva, acusado de ter intermediado uma propina de 10 milhões de reais ao Sérgio Guerra, para prejudicar os trabalhos da CPI da Petrobras, em 2009. O PGR ainda pediu que ele perca o mandato e pague danos morais de 10 milhões de reais, o mesmo valor da propina. A denúncia de Janot foi feita com base nos depoimentos de Paulo Roberto Costa e do doleiro Alberto Youssef. Os dois confirmam o pagamento da propina. O Procurador-Geral da República também utilizou uma gravação de encontros entre Paulo Roberto, Sergio Guerra e Eduardo da Fonte, em hotéis e escritórios privados no Rio de Janeiro no mesmo ano.

### João Cláudio Genu
Em 24 de junho de 2016, os procuradores da força-tarefa da Operação Lava Jato em Curitiba denunciaram o ex-assessor parlamentar do ex-deputado José Janene e ex-tesoureiro do Partido Progressista João Cláudio Genu pelos crimes de formação de organização criminosa, corrupção passiva e lavagem de dinheiro envolvendo valores desviados do esquema de corrupção na Petrobras. A força-tarefa aponta que ele teria recebido 6 milhões de reais do esquema, mesmo enquanto era julgado pelo Supremo Tribunal Federal no mensalão.

### José Dirceu e Renato Duque
Em 28 de junho de 2016, o MPF apresentou nova denúncia contra o ex-ministro José Dirceu e o ex-diretor da Petrobras Renato Duque. Os dois já foram condenados em processos anteriores da Operação Lava Jato. Nesta nova denúncia, eles teriam cometido crimes como corrupção e lavagem de dinheiro. Além deles, outras cinco pessoas também aparecem na denúncia, que é um desdobramento da 30ª fase da Operação Lava Jato.

### Acusados na Operação Abismo
Em 9 de agosto de 2016, O MPF denunciou 15 pessoas por suposto envolvimento em irregularidades na construção do Centro de Pesquisas Leopoldo Américo Miguez de Mello (Cenpes), da Petrobras, no Rio de Janeiro, referente à Operação Abismo. Entre os denunciados estão o ex-tesoureiro do PT Paulo Ferreira, o operador Adir Assad, e o ex-diretor da Petrobras Renato Duque. É a terceira denúncia contra Renato Duque, que já foi condenado em outra fase da operação.

### Ex-presidente Lula, Marisa, Paulo Okamoto
Em 14 de setembro de 2016, o MPF denunciou o ex-presidente Luiz Inácio Lula da Silva, sua esposa Marisa Letícia, o presidente do Instituto Lula, Paulo Okamoto, o ex-presidente da OAS, Léo Pinheiro e outras quatro pessoas ligadas à construtora OAS.
Em agosto do mesmo ano, a Polícia Federal indiciou Lula, Marisa Letícia, Léo Pinheiro, o arquiteto Paulo Gordilho e Paulo Okamotto por crimes como corrupção ativa, passiva e lavagem de dinheiro. Os cinco foram investigados por supostas irregularidades na aquisição e na reforma de um apartamento triplex do Edifício Solaris, no Guarujá, no litoral de São Paulo, e no depósito de bens do ex-presidente.

### Senador Fernando Bezerra
Em 3 de outubro de 2016, a Procuradoria-Geral da República denunciou o Senador Fernando Bezerra Coelho nos crimes de corrupção passiva e lavagem de dinheiro pelo recebimento de propina de pelo menos 41,5 milhões de reais das empreiteiras Queiroz Galvão, OAS e Camargo Correa, contratadas pela Petrobras para a execução de obras da Refinaria do Nordeste ou Refinaria Abreu e Lima.  A denúncia acusa os empresários Aldo Guedes Álvaro, então presidente da Companhia Pernambucana de Gás, e João Carlos Lyra Pessoa de Mello Filho, de serem os operadores que viabilizaram o repasse da propina. O PGR também pediu a reparação dos danos no valor total de 41,5 milhões de reais.

### Antônio Palocci
Em 28 de outubro de 2016, o MPF denunciou o ex-ministro Antônio Palocci e outras 14 pessoas, entre elas, Marcelo Odebrecht, João Santana e João Vaccari Neto por corrupção ativa e passiva e lavagem de dinheiro. O MPF pediu que a Justiça Federal bloqueie R$ 284 696 735,92 de todos os acusados. O valor é correspondente a 0,9 por cento dos contratos firmados entre a Sete Brasil e a Petrobras e também ao valor correspondente à lavagem de dinheiro.

### André Vargas
Em 10 de novembro de 2016, o MPF denunciou o ex-deputado André Vargas, Leon Vargas, irmão de André Vargas, a contadora do doleiro Youssef, Meire Pozza, e o empresário Marcelo Simões.  Segundo as investigações, Meire usou suas empresas para emitir notas fiscais falsas de consultoria para a empresa de Simões, especializada em sistemas de informática, para lavar dinheiro que Simões desviou de um contrato de R$ 71 milhões junto à Caixa Econômica Federal (CEF). André Vargas foi denunciado por lavagem de dinheiro, falsidade ideológica e uso de documento falso.  Foi a terceira denúncia contra André Vargas na operação Lava Jato.

### José Guimarães
Em dezembro de 2016, o procurador-geral da República, Rodrigo Janot, denunciou ao STF o deputado José Guimarães (PT-CE), líder da minoria na Câmara dos Deputados e ex-líder do governo Dilma Rousseff, pelos crimes de corrupção passiva e lavagem de dinheiro. O inquérito surgiu a partir da delação premiada do ex-vereador do PT Alexandre Romano, que também foi denunciado com o parlamentar pelos mesmos crimes.

### Jorge Luz e Bruno Luz
Em 31 de março de 2017, o MPF apresentou denúncia contra os operadores financeiros Jorge Luz e Bruno Luz. De acordo com o MPF os dois agiam como lobistas para beneficiar o Grupo Schahin junto à Petrobras, em contratos de aluguel e construção de sondas para a exploração de petróleo, que custaram, somados, mais de 2 bilhões de dólares. Além dos irmãos, foram denunciados outras sete pessoas pelos crimes de corrupção ativa e passiva e lavagem de dinheiro.
Segundo o delator Nestor Cerveró, "o Jorge Luz era um operador dos muitos que atuam na Petrobras. Eu conheci o Jorge Luz, inclusive nós trabalhamos, também faz parte de uma propina que eu recebi, que faz parte da minha colaboração na Argentina. E foi o operador que pagou os seis milhões de dólares, da comissão. Da propina da sonda Petrobras 10.000, foi o Jorge Luz encarregado de pagar ao senador Renan Calheiros...", afirmou Cerveró.

### José Dirceu e João Vaccari
Em 2 de maio de 2017, o MPF apresentou denúncia contra José Dirceu, o irmão do ex-ministro, Luiz Eduardo de Oliveira e Silva; o ex-tesoureiro do PT João Vaccari Neto; o ex-executivo da Engevix Gerson Almada, e o ex-executivo da UTC Walmir Pinheiro Santana. De acordo com o MPF, Dirceu recebeu mais de 2,4 milhões de reais entre 2011 e 2014 das empreiteiras Engevix e da UTC a partir de contratos com a Petrobras.
A suspeita é a de que a quantia tenha sido usada, em grande parte, para custear assessoria de imprensa e de imagem para ele no julgamento do Mensalão.

### Políticos diversos do Partido dos Trabalhadores
Em 5 de setembro de 2017, o  Procurador-Geral da República Rodrigo Janot denunciou os ex-presidentes Luiz Inácio Lula da Silva e Dilma Rousseff, ambos do PT, além de Guido Mantega, Gleisi Hoffmann, Paulo Bernardo, Edinho Silva e João Vaccari Neto por suspeitas do crime de integrar organização criminosa.

### Lula e Dilma Rousseff
No dia 6 de setembro de 2017, o Procurador-Geral da República Rodrigo Janot denunciou o ex-presidente Lula e a ex-presidente Dilma Rousseff por obstrução de justiça no episódio da nomeação de Lula como ministro da Casa Civil.

### Armando Tripodi
Em dezembro de 2019, o ex-chefe de gabinete da presidência da Petrobras Armando Tripodi foi denunciado, pela força-tarefa pelos crimes de corrupção e lavagem de dinheiro.

### José Serra
Em 3 de julho de 2020, a força-tarefa em São Paulo denunciou o senador e ex-governador de São Paulo José Serra (PSDB) e a filha dele, Verônica Allende Serra, por lavagem de dinheiro.

## Empresários diversos

### Mariano Marcondes Ferraz
Em 11 de janeiro de 2017, o MPF denunciou o executivo Mariano Marcondes Ferraz, representante da empresa Decal do Brasil, acusado pela prática de crimes de corrupção e lavagem de dinheiro.

### Luis Mario da Costa Mattoni
Em 8 de junho de 2017, o MPF denunciou o administrador da empresa Andrade Gutierrez Luis Mario da Costa Mattoni. Também foi denunciado Paulo Roberto Fernandes, da da Akizo e Liderrol, por corrupção passiva, lavagem de dinheiro e organização criminosa.

### Jaraguá Equipamentos Industriais
Em 14 de outubro de 2019, a força-tarefa em Curitiba denunciou executivos da empresa Jaraguá Equipamentos Industriais S.A por corrupção ativa e lavagem de dinheiro em contratos da Petrobras que somaram mais de 400 milhões de reais.